# Орёл (фильм, 1959)
«Орёл» (пол. Orzeł) — польский художественный фильм, снятый в 1958 году режиссёром Леонардом Бучковским на киностудии «KADR».
Премьера фильма состоялась 7 февраля 1959 года.

## Сюжет
Фильм основан на реальных событиях.

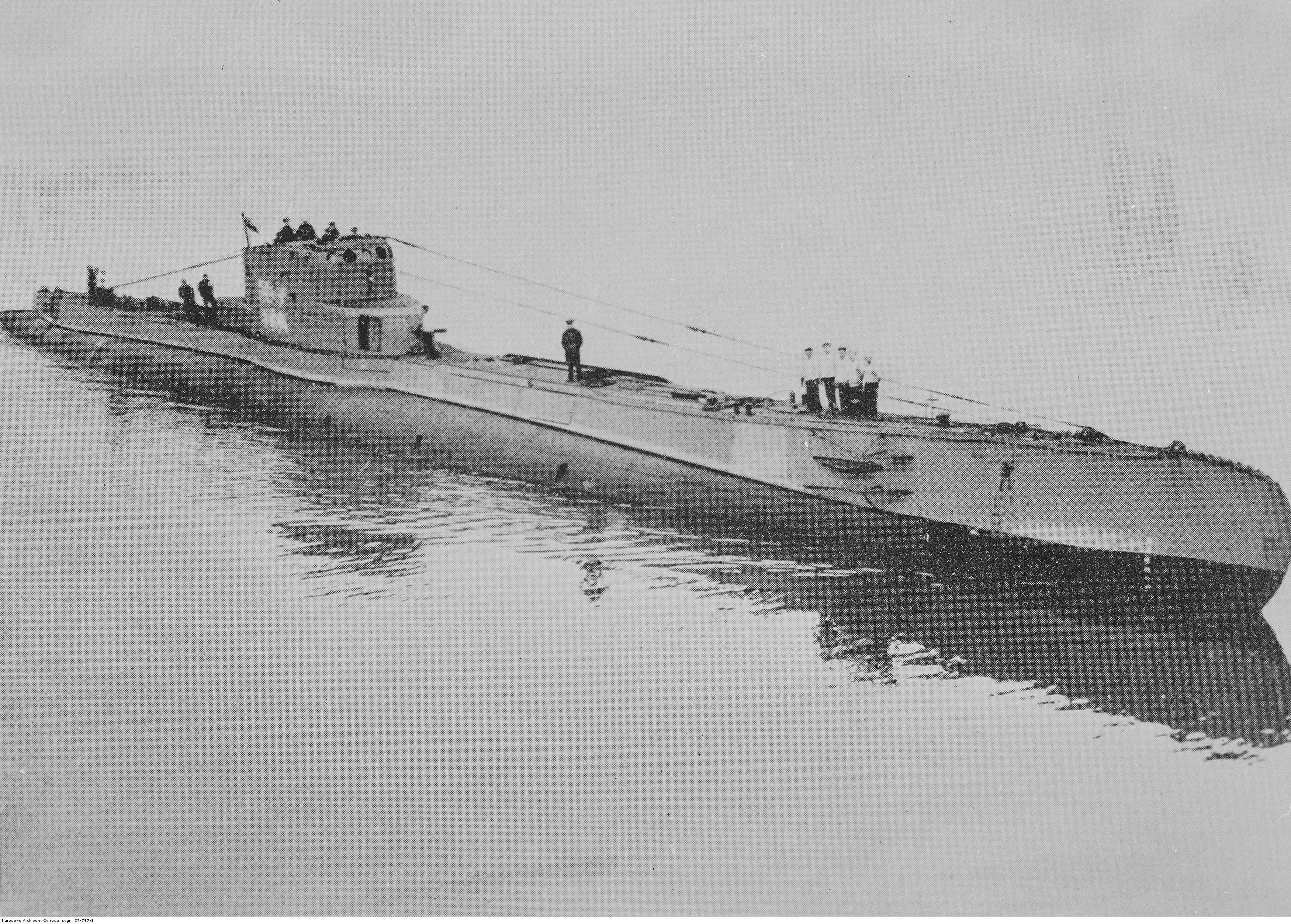
Подводная лодка «Ожел» («Орёл») на входе в базу Хель

Нападение Германии на Польшу в 1939 году застаёт подводную лодку «Орёл» («Ожел») польского военного флота в Балтийском море. После поражения в сентябрьской кампании подлодка уже не может войти в порт Гдыня, так как фарватер заминирован. Экипаж лодки оказывается отрезанным от родины, почти безоружным. Субмарине «Орёл» удаётся уйти от немцев и пришвартоваться в порту Таллина, чтобы пополнить запасы топлива. В эстонском порту экипаж вынужден покинуть подлодку, оставив на борту больного командира. Вопреки уверениям властей Эстонии экипаж вскоре был интернирован. Новый командир — капитан Грабинский, решается на побег. В результате, «Орлу» удаётся скрытно покинуть порт. Немцы по пятам преследуют отважных моряков, и тем не менее они уходят от вражеской погони и добираются до Англии.
Подвиг экипажа подводной лодки «Орёл» стал символом борьбы поляков против немецких захватчиков.

## В ролях
- Александр Севрук — Козловский, первый командир подводной лодки «Орёл»
- Венчислав Глиньский — Грабинский, второй командир подводной лодки «Орёл»
- Роланд Гловацкий — Роланд, поручик ВМФ
- Ян Махульский — Пилецкий, поручик ВМФ
- Анджей Хердер — Моравский, поручик ВМФ
- Тадеуш Гвяздовский — боцман Брыт
- Хенрик Бонк — боцман Викторчик
- Игнацы Маховский — боцман Мирта, радиотелеграфист
- Чеслав Пясковский — боцман Серафин
- Бронислав Павлик — мат Рокош
- Михал Газда — мат Оконь
- Ежи Новак — мат Шнук
- Юзеф Лодыньский — мат Бачек
- Станислав Барея — матрос, кок (нет в титрах)
- Казимеж Вилямовский — эстонский адмирал
- Станислав Мильский — заместитель коменданта Таллинского порта
- Рышард Филипский — эстонский солдат
- Зигмунд Хуберт — капитан немецкого корабля
- Лех Войцеховский — адъютант коменданта порта
- Мариан Новицкий — морской атташе Польши в Таллине

Фильм — участник Московского международного кинофестиваля 1959 года.
В 2010 году фильм номинировался в конкурсных программах польской кинопремии «Złote Kaczki» на:
- Лучший актёр лучших фильмов — Бронислав Павлик, Александр Севрук и Венчислав Глиньский.